# Centro Comercial San Pedro Plaza
El centro comercial San Pedro Plaza Comercial es un centro comercial colombiano ubicado en la Comuna 2 al norte de la ciudad de Neiva. Se ha dividido en tres etapas de construcción que se inauguraron el en 2005, 2011 y 2014. El Almacén Éxito es su principal tienda ancla y precede a la apertura del centro comercial.

## Historia
El actual almacén ancla principal fue construido por la firma Procarip e inaugurado el 15 de octubre de 1998 con un área de 7 200 m² a través de Cadenalco, quienes desarrollaron un plan de inversiones en los departamentos de Huila y Cauca para aprovechar los beneficios de la Ley Páez, y construyó en Ibagué, Villavicencio y Neiva los extintos Hipermercados Óptimo.
Ubicado en los terrenos que ocupaba el Idema en Neiva, para el 22 de septiembre de 2002, cambia su nombre a Almacenes Éxito, producto de la fusión entre Cadenalco y Almacenes Éxito, se decidió hacer el cambio para aprovechar algunas ventajas como la unificación de los procesos de inventarios y publicidad y mayor amplitud en el surtido.
El Centro Comercial San Pedro Plaza nació como una iniciativa de Almacenes Éxito de incursionar en el área inmobiliaria, y ha desarrollado este tipo de proyectos en otras ciudades del país junto al Grupo ConConcreto, en Neiva abrió sus puertas al público el día 4 de diciembre de 2005 con 90 locales comerciales de los cuales fueron cubiertos en su totalidad por 57 Marcas nacionales e internacionales. Las reformas de 2011 llegaron a 200 el número de locales en total, amplios espacios de esparcimiento, zona de comidas, dos nuevos teatros de Cinemark formato 3D y en XD, obras de paisajismo y fuentes de luces y agua. También se construyó un edificio de parqueaderos de cuatro niveles con 818 celdas y un espacio para cerca de 1.000 motos con el fin de dar mayor comodidad a los visitantes. Dicha ampliación le valió Premio Plata en la categoría de Remodelación o Ampliación de un Proyecto Existente. El certamen que se denomina Premios a Centros Comerciales Latinoamericanos del I.C.S.C y que se realiza cada año, tuvo como sede la ciudad de Lima en el Perú.
El Grupo ConConcreto y el Grupo Éxito adelantan los estudios necesarios para iniciar los trabajos de una tercera etapa en 2012, en la que se adicionará un hotel para ejecutivos, restaurantes en espacios exteriores y un nuevo almacén de cadena de 2 000 m². El 26 de marzo de 2013 a las 10:30 a. m. en una de las obras que se desarrollan para ampliar el centro comercial se presentó un incendio provocado por una chispa que cayó en un aislamiento de fibra de vidrio, lo que ocasionó la conflagración que obligó la evacuación del  Almacén Éxito, no se reportaron heridos ni vidas humanas comprometidas tan sólo dejó cantidades considerables de hollín y humo. El Almacén reabrió sus puertas el mismo día alrededor de las 5:00 p. m. Meses después el 20 de noviembre de 2013 el Hotel GHL Style abrió sus puertas con 102 habitaciones. El centro comercial le agregó un quinto piso a la torre de parqueaderos de la avenida 16 y al tiempo construye otra torre de parqueaderos de tres pisos sobre la avenida 26 y el almacén chileno Ripley de 7,000 m² que fuera inaugurado el pasado 15 de febrero de 2014. Almacenes Éxito y la firma Conconcreto, agregó la directiva, la proyección no se dirige a nuevas construcciones o ampliaciones físicas, sino al crecimiento con nuevas marcas. Próximamente llega al centro comercial la cadena de gimnasios BodyTech club médico y deportivo.